# John S. McGroarty

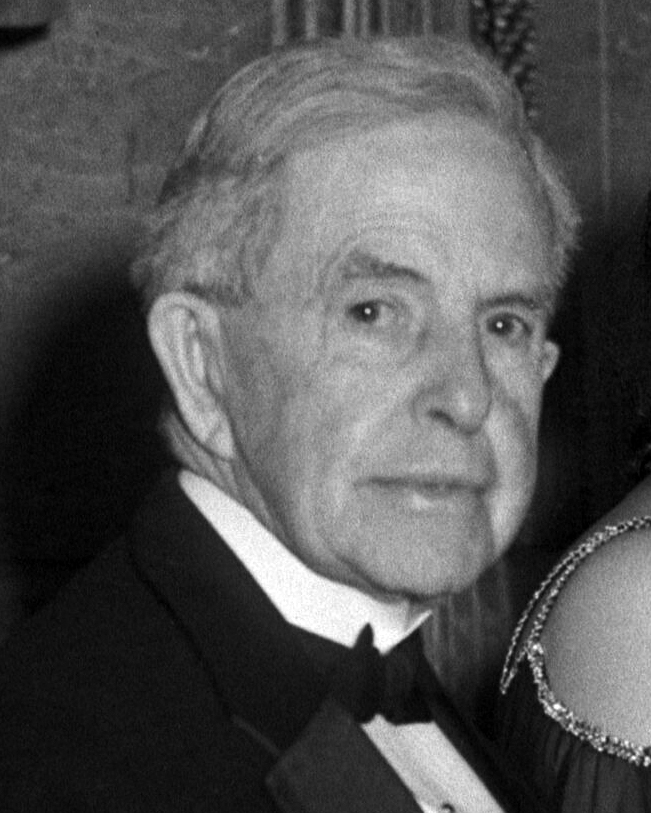
John S. McGroarty

John Steven McGroarty (* 20. August 1862 im Luzerne County, Pennsylvania; † 7. August 1944 in Los Angeles, Kalifornien) war ein US-amerikanischer Politiker. Zwischen 1935 und 1939 vertrat er den Bundesstaat Kalifornien im US-Repräsentantenhaus.

## Werdegang
John McGroarty besuchte die öffentlichen Schulen seiner Heimat und die Harry Hillman Academy in Wilkes-Barre. In den Jahren 1890 bis 1893 war er Kämmerer im Luzerne County. Nach einem Jurastudium und seiner 1894 erfolgten Zulassung als Rechtsanwalt begann er in Wilkes-Barre in diesem Beruf zu arbeiten. Bald darauf zog er nach Montana, wo er zwischen 1896 und 1901 für die Anaconda Copper Mining Co. tätig war. Im Jahr 1901 ließ er sich in Los Angeles nieder und fand dort eine Beschäftigung als Journalist. Als Schriftsteller schrieb er mehrere Bücher und Dramen. Gleichzeitig schlug er als Mitglied der Demokratischen Partei eine politische Laufbahn ein.
Bei den Kongresswahlen des Jahres 1934 wurde McGroarty im elften Wahlbezirk von Kalifornien in das US-Repräsentantenhaus in Washington, D.C. gewählt, wo er am 3. Januar 1935 die Nachfolge von William E. Evans antrat. Nach einer Wiederwahl konnte er bis zum 3. Januar 1939 zwei Legislaturperioden im Kongress absolvieren. Während dieser Zeit wurden dort weitere New-Deal-Gesetze der Bundesregierung unter Präsident Franklin D. Roosevelt verabschiedet.
1938 verzichtete er auf eine weitere Kandidatur. Stattdessen strebte er erfolglos die Nominierung seiner Partei für das Amt des Secretary of State von Kalifornien an. Nach dem Ende seiner Zeit im US-Repräsentantenhaus arbeitete McGroarty wieder als Journalist. Er starb am 7. August 1944 in Los Angeles.